# Fun 'n Games
Fun 'n Games, ibland stavat Fun 'N' Games, är ett TV-spel utvecklat av Leland Interactive Media och släppt till SNES och Sega Mega Drive 1993-1994. Ett  3DO-spel med samma namn släpptes 1995, utvecklat av Williams Entertainment Inc.
Spelet innehåller fyra olika moment: rita, spel (labyrintspelet "Mouse Maze" och skjutspelet "Space Lazer"), musik och klippdocka.

### Fotnoter
1. 1 2 3  ”Fun 'N' Games Release Data, Super NES”. GameFAQs. Arkiverad från originalet den 26 augusti 2012. https://web.archive.org/web/20120826204847/http://www.gamefaqs.com/snes/588349-fun-n-games/data. Läst 24 april 2014.
2. 1 2  ”Super NES Games”. Nintendo of America, Web Archive. Arkiverad från originalet den 24 augusti 2014. https://web.archive.org/web/20140824053522/http://www.nintendo.com/consumer/downloads/snes_games.pdf. Läst 23 april 2014.
3. 1 2  ”Fun 'n' Games Release Data, Genesis”. GameFAQs. Arkiverad från originalet den 5 augusti 2012. https://web.archive.org/web/20120805115433/http://www.gamefaqs.com/genesis/586195-fun-n-games/data. Läst 23 april 2014.
4. ↑  ”Fun 'n Games” (på svenska). Super Power (Solna) (7 1994). oktober 1994. Läst 24 april 2014.